# Nilssonia gangetica
Nilssonia gangetica là một loài rùa trong họ Trionychidae. Loài này được Cuvier mô tả khoa học đầu tiên năm 1825.

## Hình ảnh

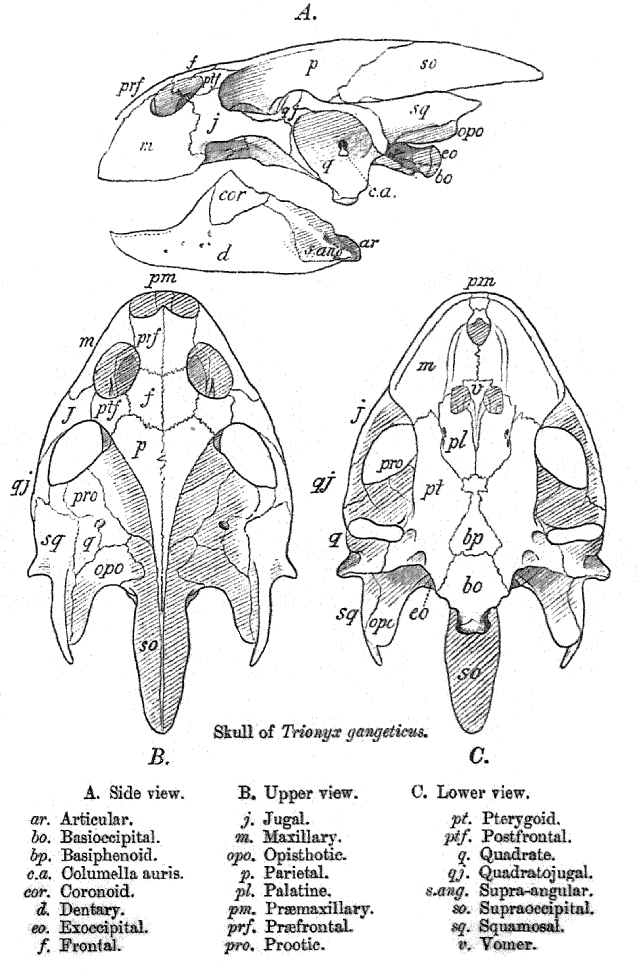
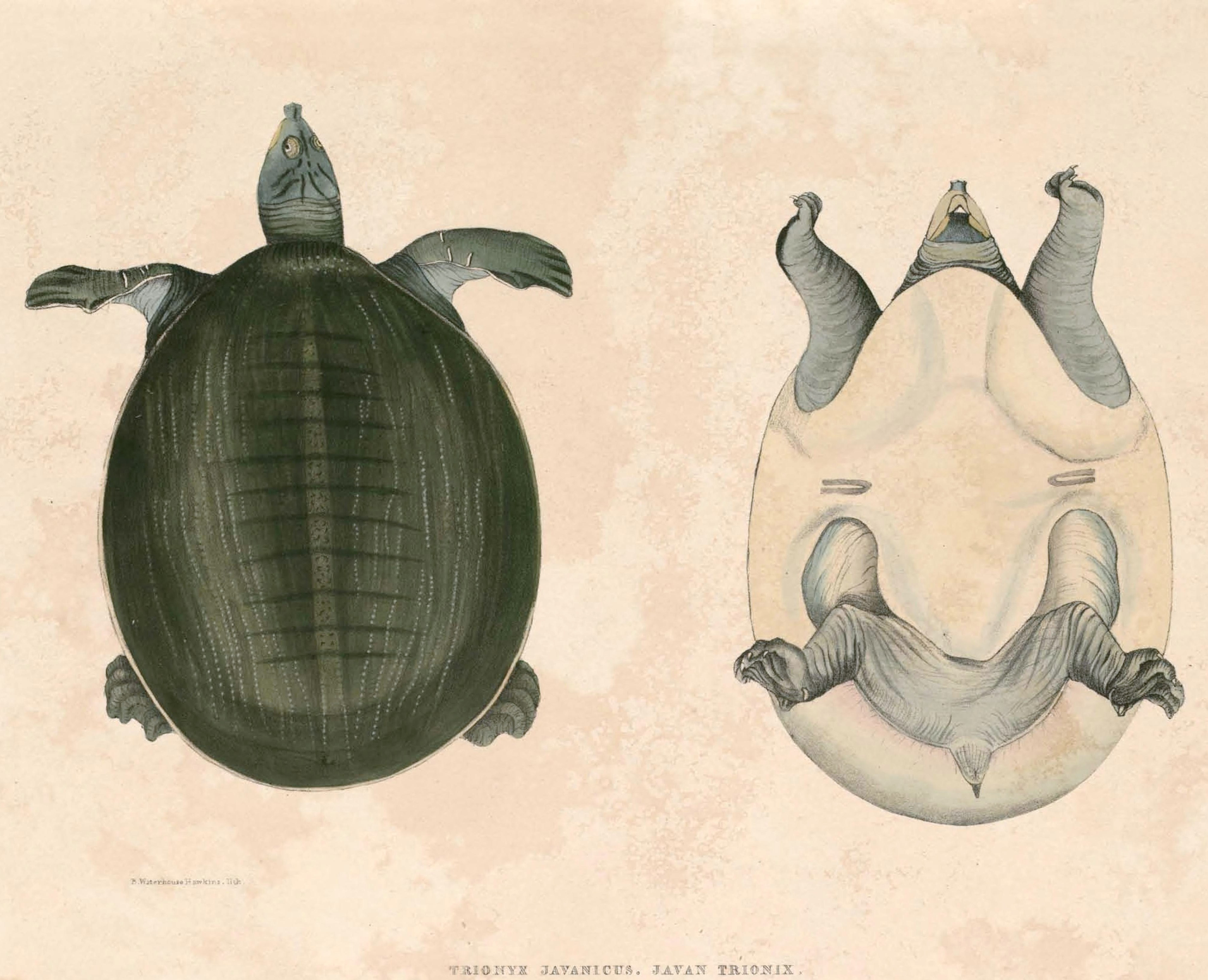
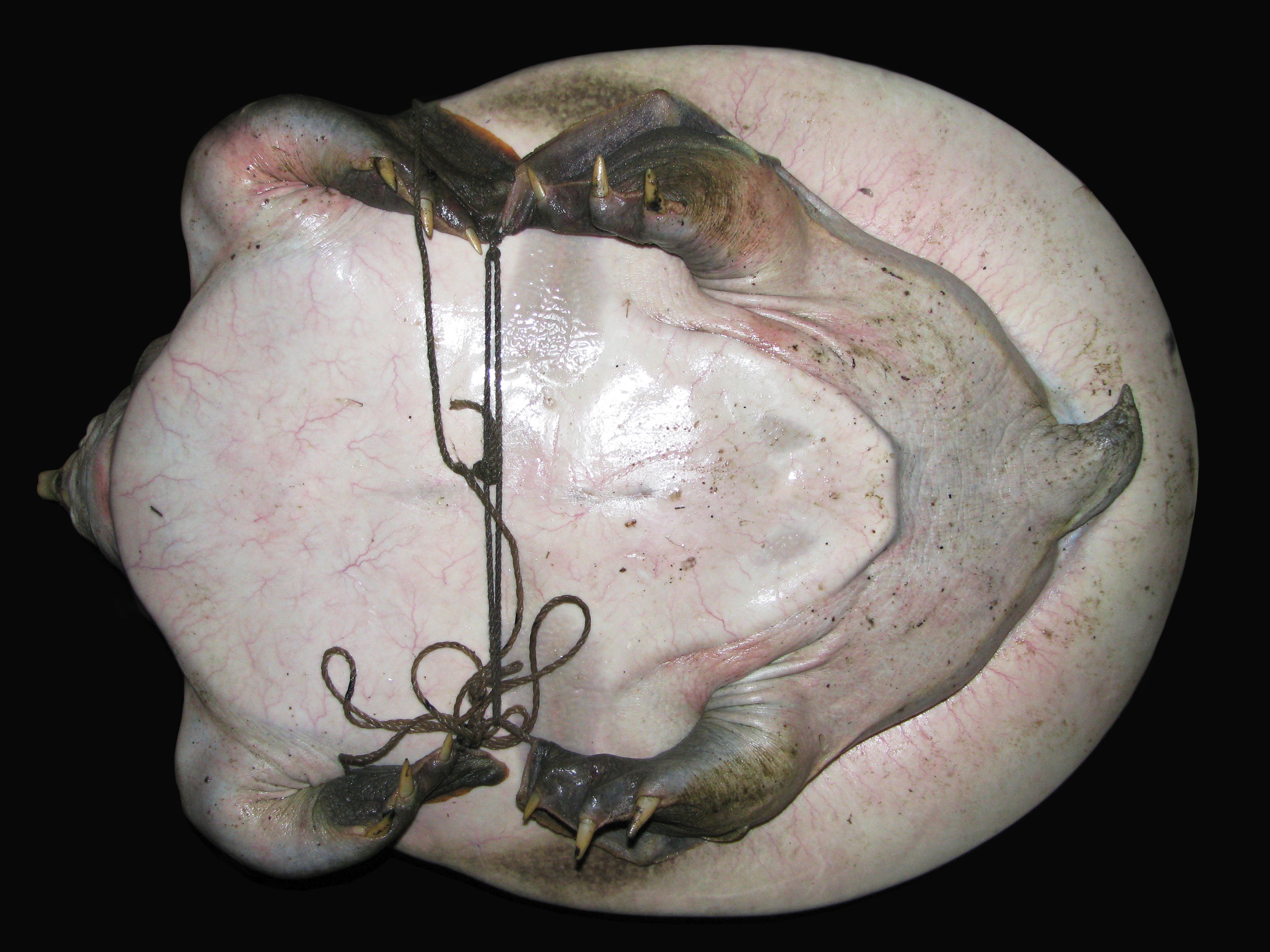
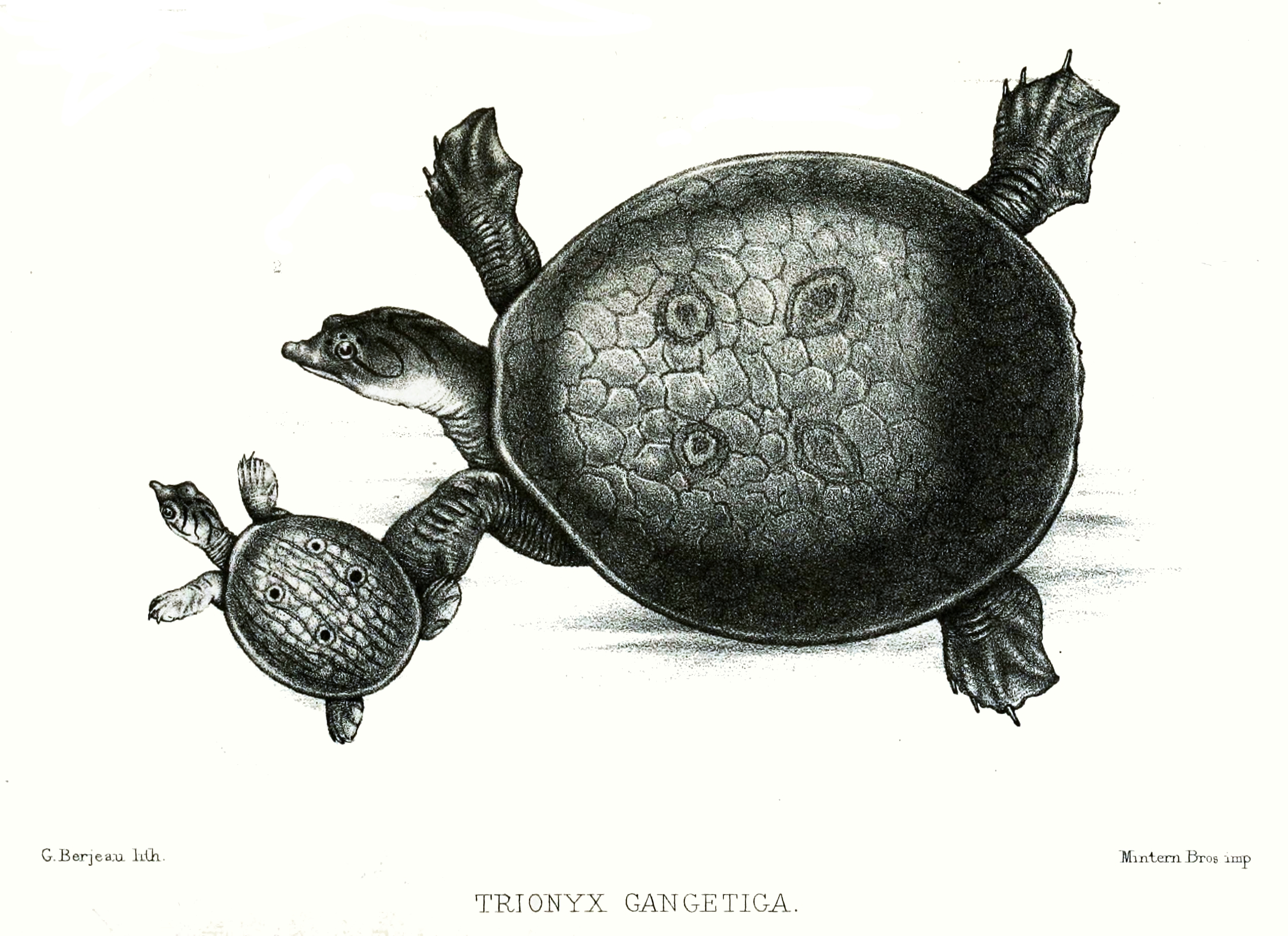